# Aulo Triario Rufino
Aulo Triario Rufino (latino: Aulus Trarius Rufinus; fl. 210) fu un console dell'Impero romano nel 210.
È forse da identificare con Rufino governatore della Britannia Superior.